# Heteroszféra

A légkör szerkezete

A heteroszféra a légkör felső, a homoszféra felett elhelyezkedő légrétege (85 km felett). A heteroszférában a közepes molekulatömeg a magassággal csökken. Ennek oka a levegőt alkotó gázmolekulák fotódisszociációja a napsugárzás hatására.
Heteroszféra görög eredetű szó, a hetero változó és szféra gömb szavakból alakult ki.

## Részei
Részei  a termoszféra és az exoszféra. A termoszféra körülbelül 500 km magasságig terjed, benne a hőmérséklet megközelíti az 1200 °C-ot. Az exoszféra a heteroszféra 500 km feletti része, amely folyamatosan megy át a légüres térbe.

## Összetétele
A magasság növekedésével a levegő sűrűsége és nyomása  a barometrikus formula alapján csökken. Ennek az eredménye az, hogy a levegő molekulatömege erősen csökken a magasság növekedésének arányával. 1500 km fölött csak hélium és hidrogén található. Oxigén 800 km fölött nem vagy csak elvétve található.

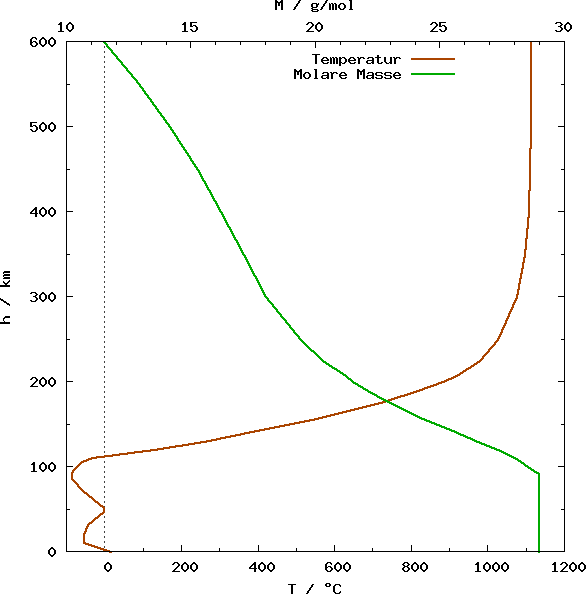
A magasság és a levegő molekulatartalma közötti összefüggés

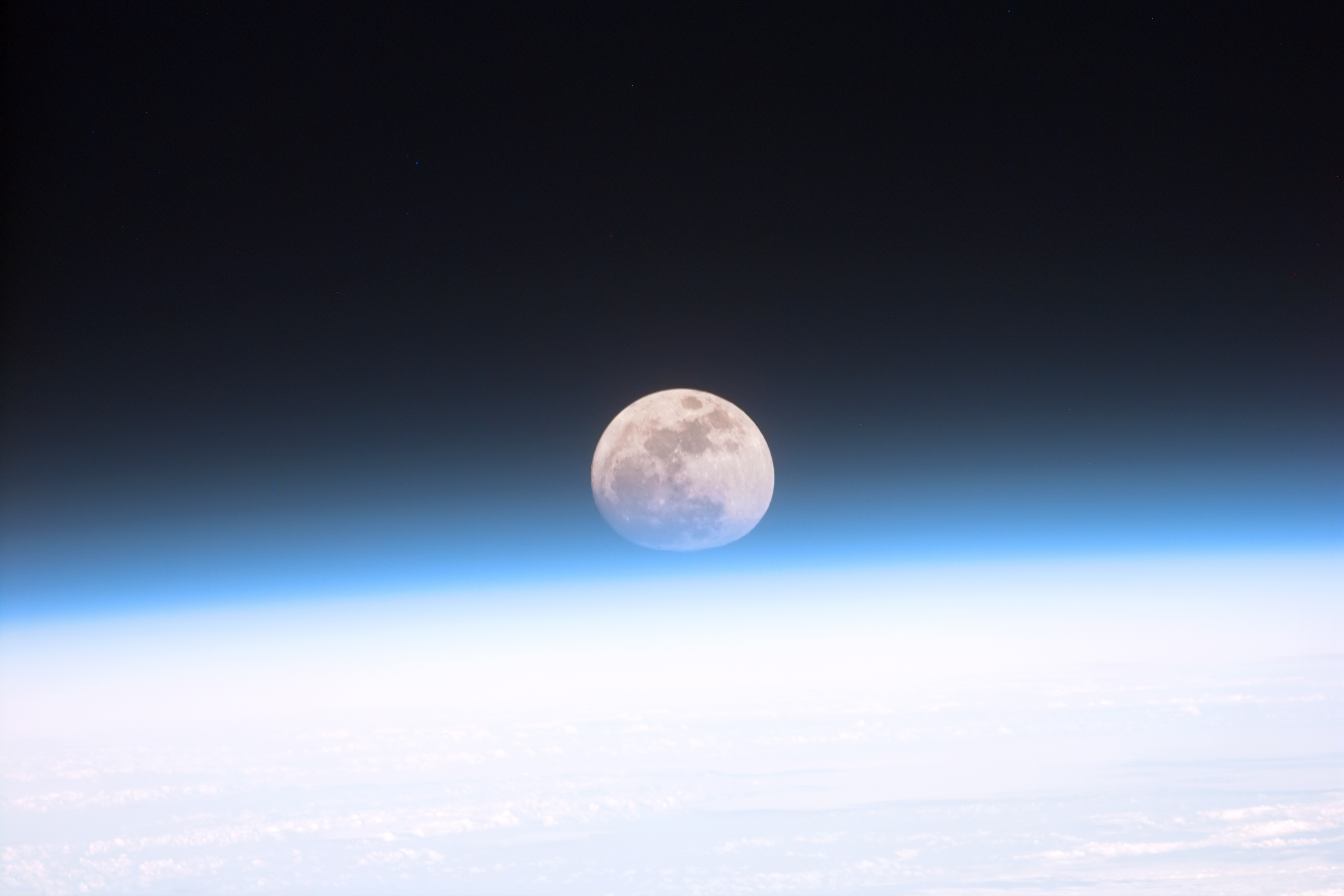
Heteroszféra felső része

## Külső hivatkozások
- A légkör jellemzői
- NASA atmosphere models
- NASA's Earth Fact Sheet
- American Geophysical Union: Atmospheric Sciences
- Layers of the Atmosphere Archiválva 2005. december 19-i dátummal a Wayback Machine-ben